# Alfredo Cornejo
Alfredo Cornejo Cuevas (ur. 6 czerwca 1933 w Santiago, zm. 15 sierpnia 2021 tamże) – chilijski bokser, olimpijczyk.
W 1959 roku zdobył złoty medal igrzysk panamerykańskich. W finale pokonał na punkty Argentyńczyka Aurelio Gonzáleza. Startował też na igrzyskach olimpijskich w Rzymie, gdzie w swej kategorii wagowej przegrał w 1. rundzie z Ghasemem Yavarkandim.